# Відкриття Антарктиди

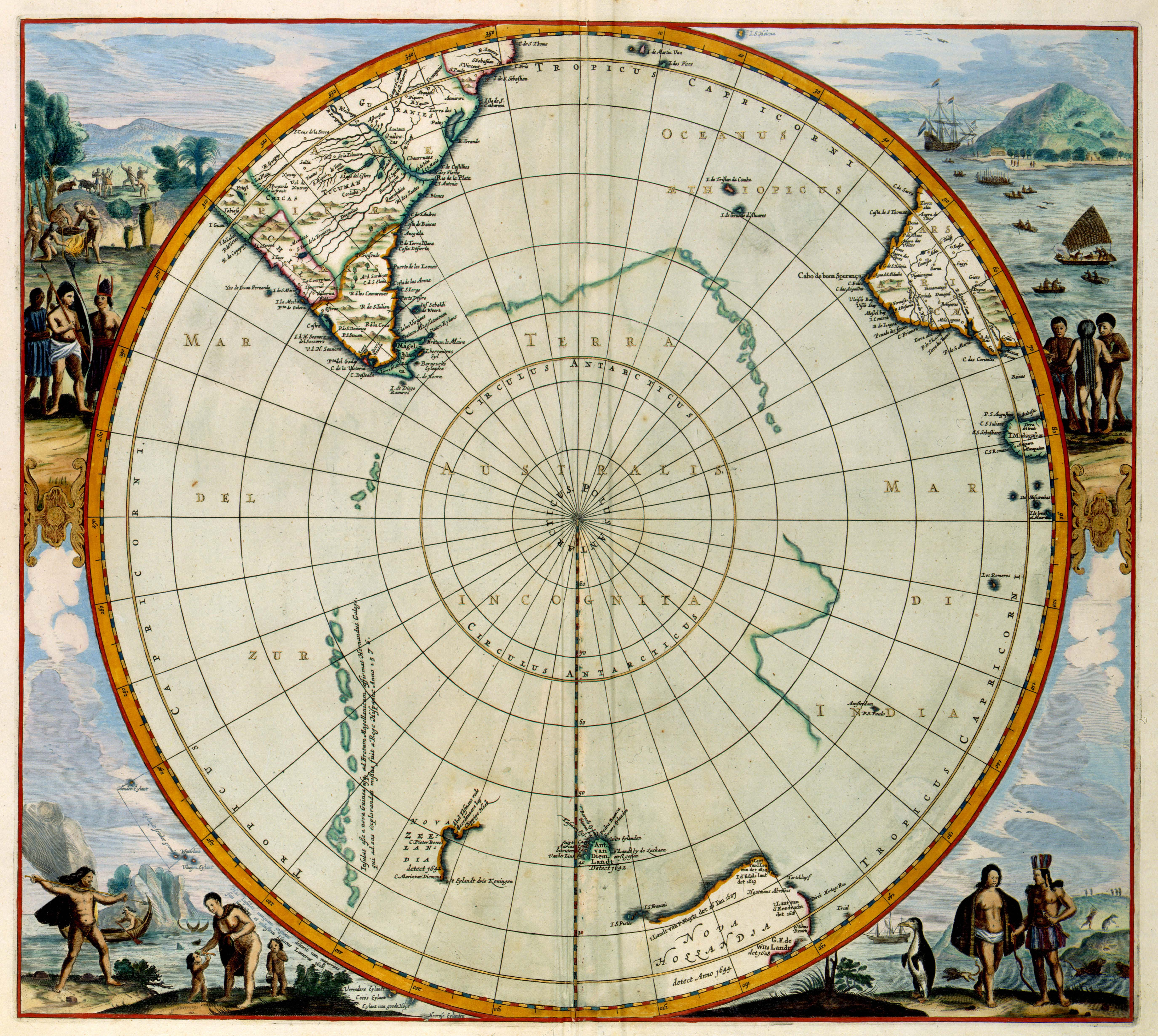
Карта Йоганна Янсоніуса з можливим розташуванням гіпотетичного материка Terra Australis Incognita (1657)

Відкриття Антарктиди відбулося наприкінці січня 1820 року. Але точна дата і відкривачі залишаються дискусійними — Перша російська експедиція до південних полярних морів під керівництвом Фабіана Готліба фон Беллінсгаузена та Михайла Лазарєва чи британська експедиція Едварда Брансфілда та Вільяма Сміта, яка досягла півострова Триніті.

## До XIX століття

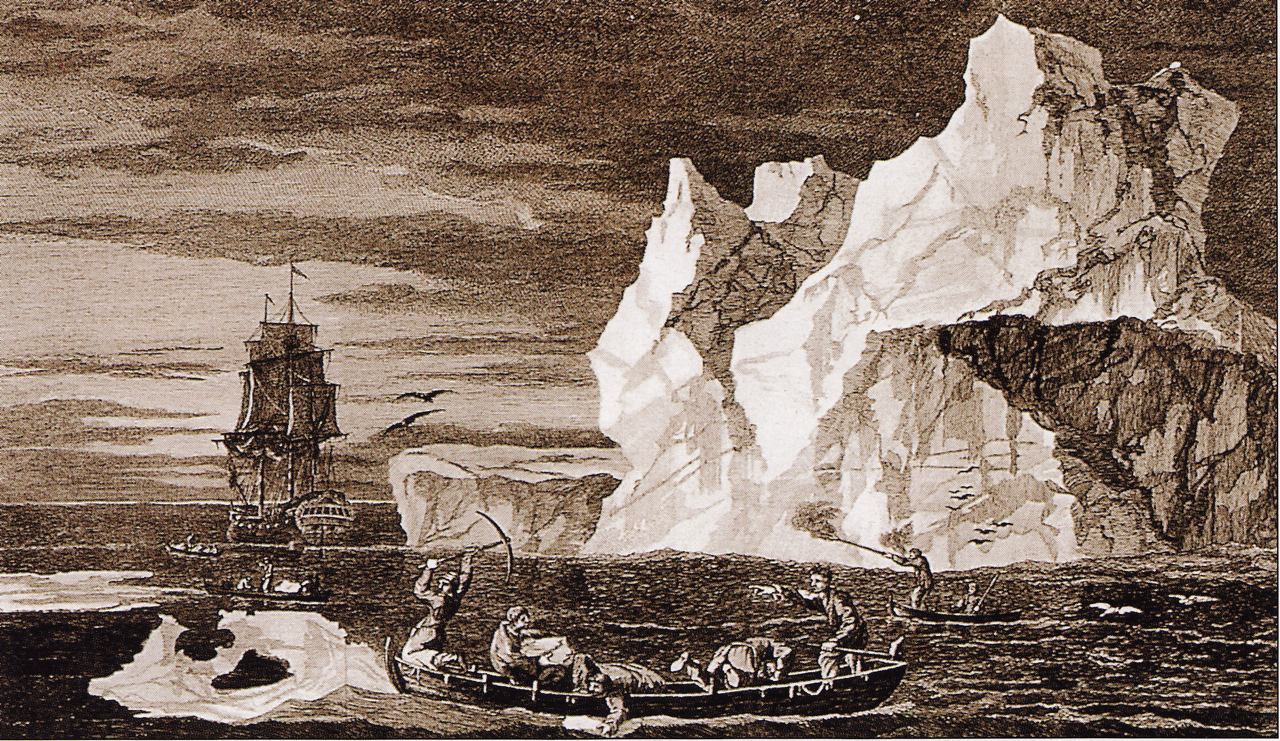
Вільям Годжес. «Льодові острови, 9 січня 1773 року»

Першим мореплавцем, який перетнув Південне полярне коло, був британець Джеймс Кук у 1773 році. Він прагнув підтвердити або спростувати гіпотезу, що виникла ще в географів Стародавньої Греції, про існування Terra Australis Incognita — «невідомої південної землі». Джеймс Кук відкрив окремі антарктичні острови, але так і не виявив материк, оскільки рухатися далі на південь йому завадила щільна крига. Але він був впевнений, що земля існує:
 (…) Я твердо переконаний, що існує суходіл біля Полюса, який є джерелом більшої частини льоду, що вкриває цей величезний Південний океанОригінальний текст (англ.)
(…) I firmly believe that there is a tract of land near the Pole, which is the Source of most of the ice which is spread over this vast Southern Ocean

Вважається, що Кук був приблизно за 240 км (80 миль) від Антарктиди. 
Картами, складеними Джеймсом Куком, користувалися у своїх мандрівках подальші мореплавці, які в 1819—1820 роках вирушили у високі південні широти.

## XIX століття
1820 року, за даними різних організацій та установ (наприклад, Національний науковий фонд, НАСА, Каліфорнійський університет у Сан-Дієго, Російський державний музей Арктики і Антарктики тощо) кораблі трьох капітанів наблизилися до Антарктиди або її льодовикового шельфу: Фабіан Готліб фон Беллінсгаузен (капітан Російського імператорського флоту), Едвард Брансфілд (капітан Військово-морських сил Великої Британії) та Натаніель Палмер (мисливець на тюленів із Стонінгтон, штат Коннектикут).
30 січня британська експедиція Едварда Брансфілда та Вільяма Сміта досягла півострова Триніті, який є частиною континенту, тому вважається, що вони першими відкрили материк. Перед цим, у 1819 році, капітан Вільям Сміт на своєму судні «Вільямс» здійснив три подорожі на південь, відкривши Південні Шетландські острови, що розташовані трохи північніше Антарктичного півострова.
Радянська історіографія приписує відкриття Антарктиди першій російській експедиції до південних полярних морів під керівництвом Фабіана Готліба фон Беллінсгаузена та Михайла Лазарєва (1819—1821 роки). Згідно з цим твердженням, експедиція Беллінсгаузена побачила Антарктиду на два дні раніше за Брансфілда, 28 січня 1820 року. Однак пізніші дослідження та дані експедиції Брансфілда та Сміта спростовують це твердження.
28 січня (16 січня за «старим стилем») 1820 року шлюп «Восток» під командуванням Беллінсгаузена досягнув 69°25' південної широти та 2°10' західної довготи. Як зафіксував у цей день капітан Беллінсгаузен у своєму звіті про експедицію: 
«…встрѣтили льды; которые представились намъ сквозь шедшій тогда снѣгъ, въ видѣ бѣлыхъ облаковъ».
Відповідно до вказаних у звіті координат, з огляду на сучасні цифрові карти, шлюпи «Восток» та «Мирний» саме у той день, за несприятливої погоди, перебували на відстані 53—55 м. миль (102—107 км) від найближчої суші, майбутнього материка, і, одночасно, в 20—27 м. милях (37—50 км) від скупчень уламків якогось із льодовикових шельфів, кручі якого якщо і могли би побачити, то при куті зору десь 0,03°. Це також пояснює тепер, чому у рапорті від 21 квітня 1820 року, до морського міністра Російської імперії де Траверсе, Беллінсгаузен написав:
«… признаковъ большой южной земли нигдѣ имъ не встрѣчено, хотя плаваніе его происходило по большей части за полярнымъ кругомъ, если же таковая земля и существуетъ, то должна быть во льдахъ, покрыта ими и опознать оной нѣтъ возможности».
І головне, в рапорті вже самого Морського міністра де Траверсе до головнокомандувача флотом, Імператора Олександра I, від 28 червня 1821 року, нічого не було сказано про континент, а лише про острови. 
У звіті з експедиції, створеному Ф. фон Беллінсгаузеном, виданому у 1831, відсутні згадки про те, що учасники експедиції відкрили материкові землі, але вже у передмові до другого видання звіту, від 1949 року, Антарктида, раптом, згадується декілька десятків разів. Наукове значення російської експедиції 1819—1821 рр. є значним: Ф. фон Беллінсгаузен другим (після Джеймса Кука) обійшов Антарктиду, відкрив в тропічних, субантарктичних і антарктичних водах низку  островів і перетнув 69° п.ш.

## Дискусії про першість відкриття Антарктиди
Питання про першість експедиції Беллінсгаузена у відкритті Антарктиди почав порушувати СРСР наприкінці 1940-х років з суто політичною метою.
Це було пов'язано з активністю країн Заходу, передовсім США, в освоєнні Антарктиди. 9 серпня 1948 року США закликали держави, що претендують на антарктичні території (Аргентину, Чилі, Австралію, Францію, Велику Британію, Норвегію та Нову Зеландію), створити кондомінімум з восьми держав. Інтереси СРСР не враховувалися.
Влада СРСР включилася у боротьбу за право освоювати «шостий» континент. 29 січня 1949 року на рівні ЦУ ВКП (б), вищому управлінському рівні країни, було прийнято рішення загострити увагу на питанні права СРСР на антарктичні території  та розпочато широку кампанію задля пропаганди першості експедиції Беллінсгаузена у відкритті континенту.
10 лютого 1949 р. було скликано спеціальне засідання Географічного товариства СРСР, на якому з доповіддю виступив голова Товариства Лев Берг. Резолюція його доповіді була стриманою, Берг акцентував, що російські моряки «відкрили в січні 1821 р. острів Петра І, Землю Олександра І, острови Траверсе та ін.».
Проте Кремль хотів продемонструвати, що  експедиція Беллінсгаузена відкрила континент раніше за британців Брансфілда та Сміта, тобто до 30 січня 1820 року. Саме з цією метою влада СРСР вдалася до маніпуляцій з датами і назвала 28 січня 1820 року днем, коли Беллінсгаузен побачив Антарктиду.
З метою піднесення дати 28 січня 1820 р. до внутрішньої та зовнішньої аудиторії у 1949 році було перевидано звіт капітана Беллінсгаузена «Двукратные изыскания в Южном Ледовитом океане и плавание вокруг света в продолжение 1819, 20 и 21 годов…» з передмовою військового історика Євгена Шведе, в якій Шведе досить неаргументовано наполягає на першості російської експедиції.
У цій же праці Шведе наголошує, що оригінал звіту Беллінсгаузена, виданий у 1831 р., втрачено. Деякі дослідники схильні вважати, що оригінал звіту було засекречено.
У тексті звіту Беллінсгаузена відсутні згадки, що учасники експедиції відкрили материкові землі[джерело?], але у передмові Шведе слово «Антарктида» згадується декілька десятків разів. Також у передмові експедицію вперше названо «Першою російською антарктичною експедицією».
Упродовж 1949 року в СРСР було опубліковано низку наукових праць та видано спогади окремих учасників експедиції Беллінсгаузена, в передмові до яких акцентувалося на 28 січня 1820 року як дні відкриття Антарктиди. Так, у 1949 р. було видано з відповідною передмовою щоденник матроса Кисельова, який віднайшли серед рукописів Російської державної бібліотеки, альбом замальовок художника Павла Михайлова, науковий звіт астронома Івана Симонова тощо. Також у 1949 р. побачила світ праця Л.Берга, в якій він дає більш лояльну оцінку гіпотезі щодо відкриття Антарктиди експедицією Беллінсгаузена. 
У сучасній Російській Федерації досі утверджується теза, що російська експедиція у 1820 р. першою відкрила Антарктиду. Загальна думка, яка побутує в країнах Заходу, зводиться до того, що відкриття Антарктиди було поступовим процесом, в який зробили свій значний внесок як Брансфілд і Сміт, так і Беллінсгаузен та Лазарєв. «Ніхто з цих мореплавців ніколи не претендував на те, що саме він зі своєю командою одним махом відкрив Антарктиду. (…) Треба уникнути повторення бездоказових і погано аргументованих дискусій минулого століття. (…) Антарктида тільки колективно, повільно та поступово відкривала себе. Хронологія цих тредомістких кроків — лише фактологічна і не має ніякого значення для сучасної діяльності Росії, Великої Британії, США чи будь-якої іншої країни в Антарктиді», — написав британський дослідник Ріп Барклі (англ. Rip Bulkeley) у праці «Перші спостереження материкової частини Антарктиди: спроба критичного аналізу».
У 1985 році на пляжі Ямана біля мису Ширрефф на Південних Шетландських островах Антарктиди, Даніель Торрес Наварро, біолог з Чилійського університету, виявив людський череп. Він належав аборигенці півдня Чилі, якій було трохи більше 20 років, і яка померла між 1819 і 1825 роками. Це найстаріші відомі людські останки, коли-небудь знайдені в Антарктиді. Лишається нез'ясованим, чи була вона живою по прибуттю на острови; була похована там після смерті в іншому місці; або її останки принесло водою звідкись іще.